# Voskressenskaïa Slobodka
Voskressenskaïa Slobodka (en russe : Воскресе́нская Слобо́дка, Voskressenskaïa Slobodka) est un village de l'oblast de Vladimir, en Russie. Il est situé dans le raïon de Souzdal, à 25 km au nord-est de Vladimir. Sa population s'élevait à 7 habitants en 2021, et il est rattaché à la municipalité de Pavlovskoïe.

## Géographie
Le village de Voskressenskaïa Slobodka se situe dans l'oblast de Vladimir, dans le cœur de la Russie européenne qu'est l'Anneau d'or, vaste région agricole, culturelle et historique. Le village se situe dans le raïon de Souzdal,  à 16 km au sud-est de Souzdal, à 24 km au nord-est de Vladimir, et à 200 km au nord-est de Moscou. Au sein de l'anneau d'or, le village se trouve dans la région naturelle et historique de l'Opolié, et de l'autre côté de la Nerl se trouve la Polésie de Vladimir.

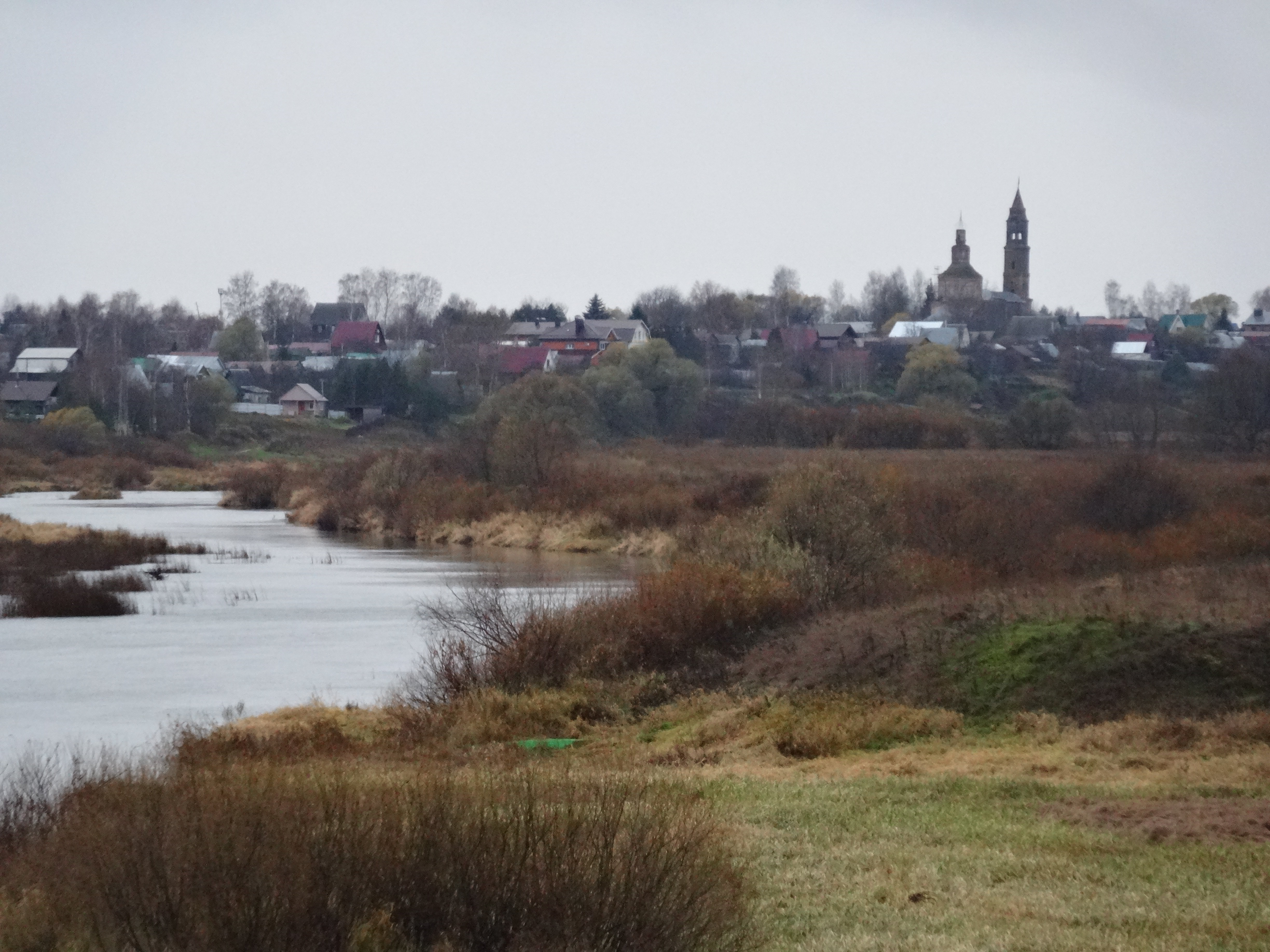
Le village le long de la Nerl.

Le village est rattaché à la municipalité de Pavlovskoïe, dont son centre administratif du même nom se situe à 10 km du village. Le village se situe le long d'une rive de la rivière Nerl, en étant sur sa rive droite, et qui est un affluent de la Volga. Le village est entouré de champs.
| Zapolitsy | Fomikha                  | Nerlinka    |
| Mordych   | Voskressenskaïa Slobodka | Nerlinka    |
| Mordych   | Mordych                  | Tchistoukha |

## Histoire

### Préhistoire
Les alentours du village étaient peuplés dès la préhistoire, comme plusieurs sites retrouvés le montrent. À 3 km au sud-est du village se trouve le site néolithique de Sartitsa-III, daté du IVe au IIIe millénaire av. J.-C., le long de la Nerl. Des fragments de poterie de la culture de Lialovo, des céramiques, des silex et d'autres objets ont été trouvés.
À 400 mètres de ce lieu a été trouvé celui de Sartitsa-II, daté du IIe millénaire av. J.-C. pendant l'Âge du bronze, avec des restes de poteries mais sans ornement. Enfin, le site aussi de l'Âge du Bronze de Sartitsa-II, daté du IIe au Ier millénaire av. J.-C. a permis de retrouver des artéfacts vraisemblablement de la culture de Pozdnyakovo.

### Du XVIe à nos jours
Le village est mentionné pour la première fois dans la première moitié du XVIe siècle. Le village s'appelait alors Chtcheniatchia Slobidka, littéralement la « sloboda de Chtcheniatev ». Le village a été nommé en l'honneur de Piotr Mikhaïlovitch Chtcheniatev (ru) (?-1568), namestnik, boyard et voïvode qui était le propriétaire du village à cette époque-là et qui fut tué sous ordre d'Ivan IV le Terrible. Une sloboda, comme était le village, était un endroit où les habitants étaient des hommes libres et non des serfs contrairement à la plupart des villages russes d'alors.
Le village est rementionné en 1558 dans un ouvrage concernant le monastère du Sauveur-Saint-Euthyme à Souzdal. Il est dit que le village est frontalier des terres du monastère, même s'il appartient au prince. Même si le nom du village changea avec sa mort commandité, le nom reste encore d'usage parmi les locaux et étaient le nom d'usage dans la région jusqu'à la fin du XIXe siècle.
En 1743 fut construit l'Église de la Résurrection du Christ, dans le style baroque Narychkine. Elle est en pierre, possède quatre autels, en l'honneur de la Résurrection du Christ pour le principal et en l'honneur de Saint-Nicolas, de Démétrios de Thessalonique et de Vladimir Ier. L'église a gardé les documents paroissiaux depuis sa construction.
En 1778, l'ouïezd de Vladimir (en) est créé, et le village y est rattaché. En 1796, l'ouïezd devient une division du gouvernement de Vladimir.
Pendant l'ère soviétique, le village a fait partie du selsoviet de Poretskoïe. En 1965, le raïon de Souzdal est créé et il absorbe le village.
En 2006, la municipalité du village est devenu celle de Pavlovskoïe.

## Population et société

### Démographie
Le village a subi l'exode rural au XXe siècle, et la population est aujourd'hui très faible, avec de nombreuses maisons abandonnées. En 2010, il y avait 23 habitants, avec 12 hommes (52 %) et 11 femmes (48 %). Le village possède aussi des datchas de citadins, occupées que de manière ponctuelle. En 2021, il n'y avait plus que 7 habitants.
Recensements de la population,,,,,,:
| 1859 | 1897* | 1905 | 1926* |
| ---- | ----- | ---- | ----- |
| 481  | 691   | 774  | 786   |

| 2002* | 2010* | 2021* | - |
| ----- | ----- | ----- | - |
| 30    | 23    | 7     | - |

### Église de la Résurrection du Christ

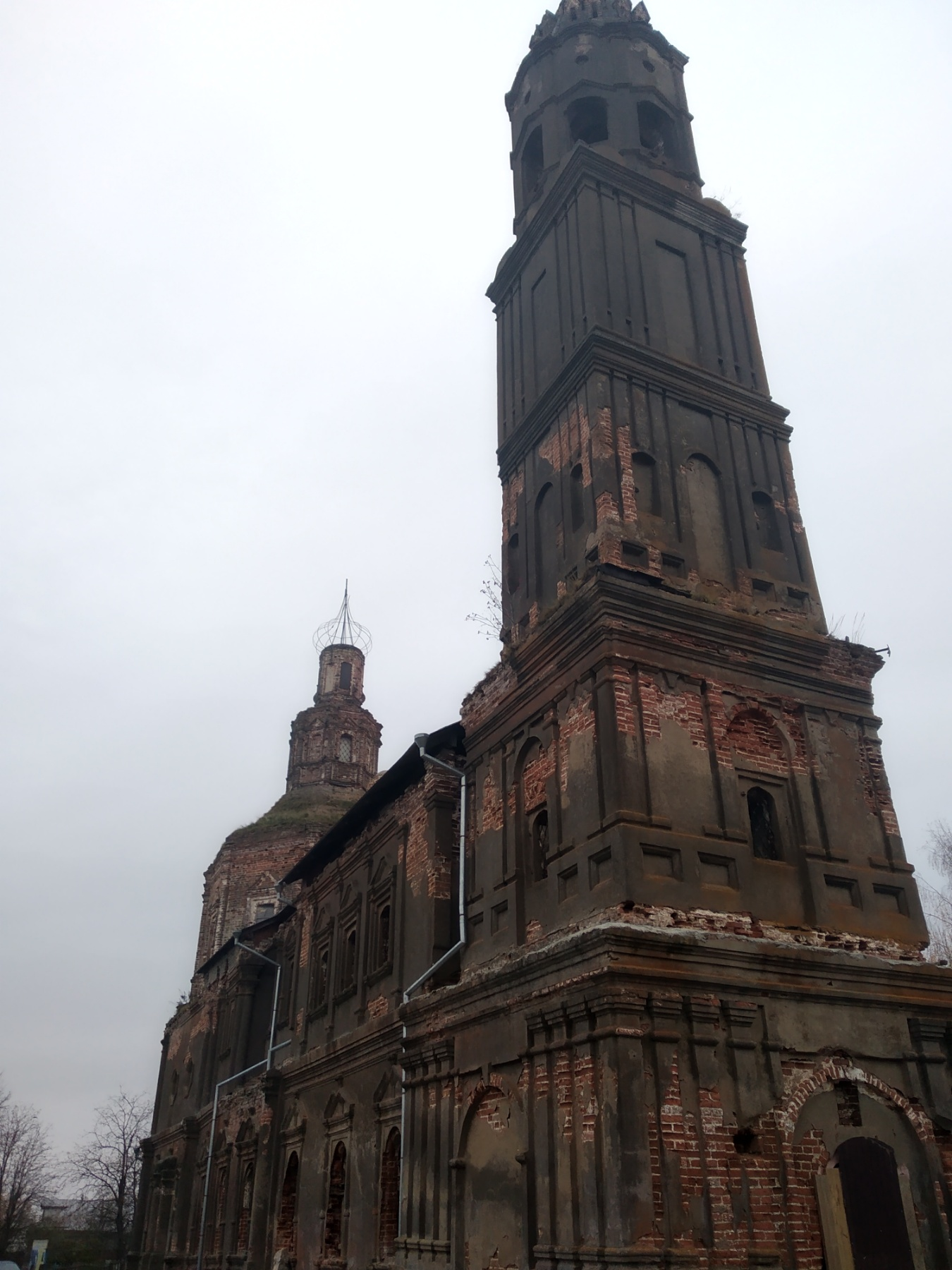
L'église délabrée avec son clocher.

L'Église de la Résurrection du Christ est le principal édifice du village. L'édifice fut construit en 1743 en pierre, dans un style baroque Narychkine. Le clocher fait environ 15 mètres, dominant le paysage, et son état est délabré.
L'église se distingue par son style architectural comparé aux autres églises de la région. La nef fait deux étages, avec deux chapelles au second. On y trouve quatre autels, dont un principal dédié à la Résurrection du Christ. Les autres sont en l'honneur de Saint-Nicolas, de Démétrios de Thessalonique et de Vladimir Ier. Elle est classée comme objet patrimonial culturel d'importance fédérale depuis 1996, mais la restauration n'a pas commencé. À la toute fin du XXe siècle, la croix du clocher a été volée tout comme une sculpture en bois du Christ.
Depuis les années 2000, des icônes ont été mises dans l'église, quelques objets d'église ont été donnés à l'édifice, et des fenêtres à double vitrage ont été posées pour remplacer les cadres sans fenêtres, chose très rare pour un édifice tel. Aujourd'hui, des messes ont lieu de temps en temps,.

## Économie et transport
La route régionale 17N-684 relie le village à Mordych, d'où passe la route régionale 17N-72. La 17N-72 va jusqu'à Borissovskoïe et la R132, route fédérale pouvant mener au sud vers Vladimir ou au nord vers Souzdal et Iaroslavl. À Vladimir, la R132 se connecte à l'autoroute fédérale M12 vers Moscou et à la route fédérale M7 vers Moscou ou Nijni Novgorod et Kazan.
Le village ne dispose pas de desserte de transport en commun, mais le village voisin de Mordych si, avec la ligne 157 faisant Mordych - Borissovskoïe - Gare routière de Vladimir.

## Galerie

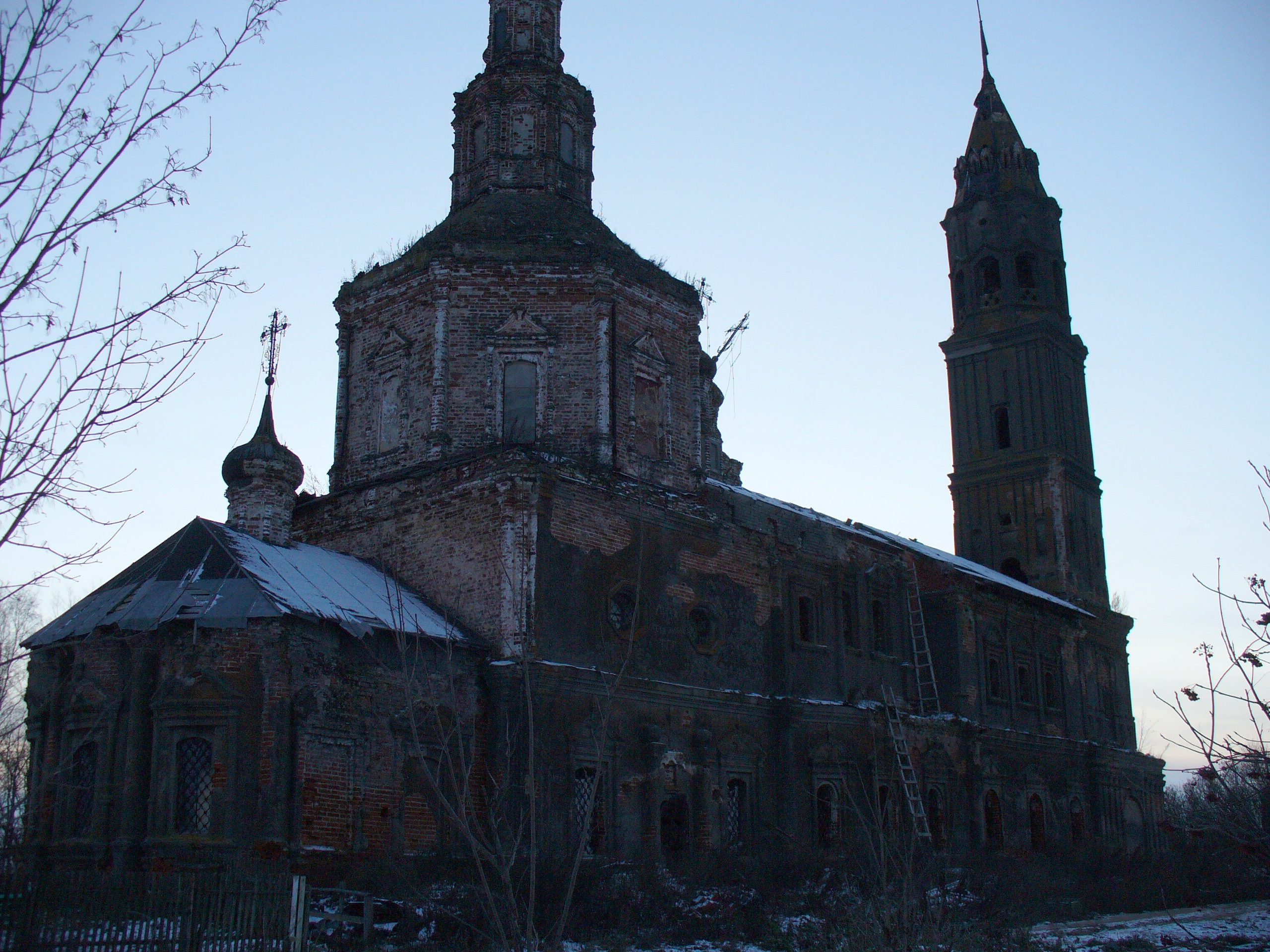
Vue de l'église.
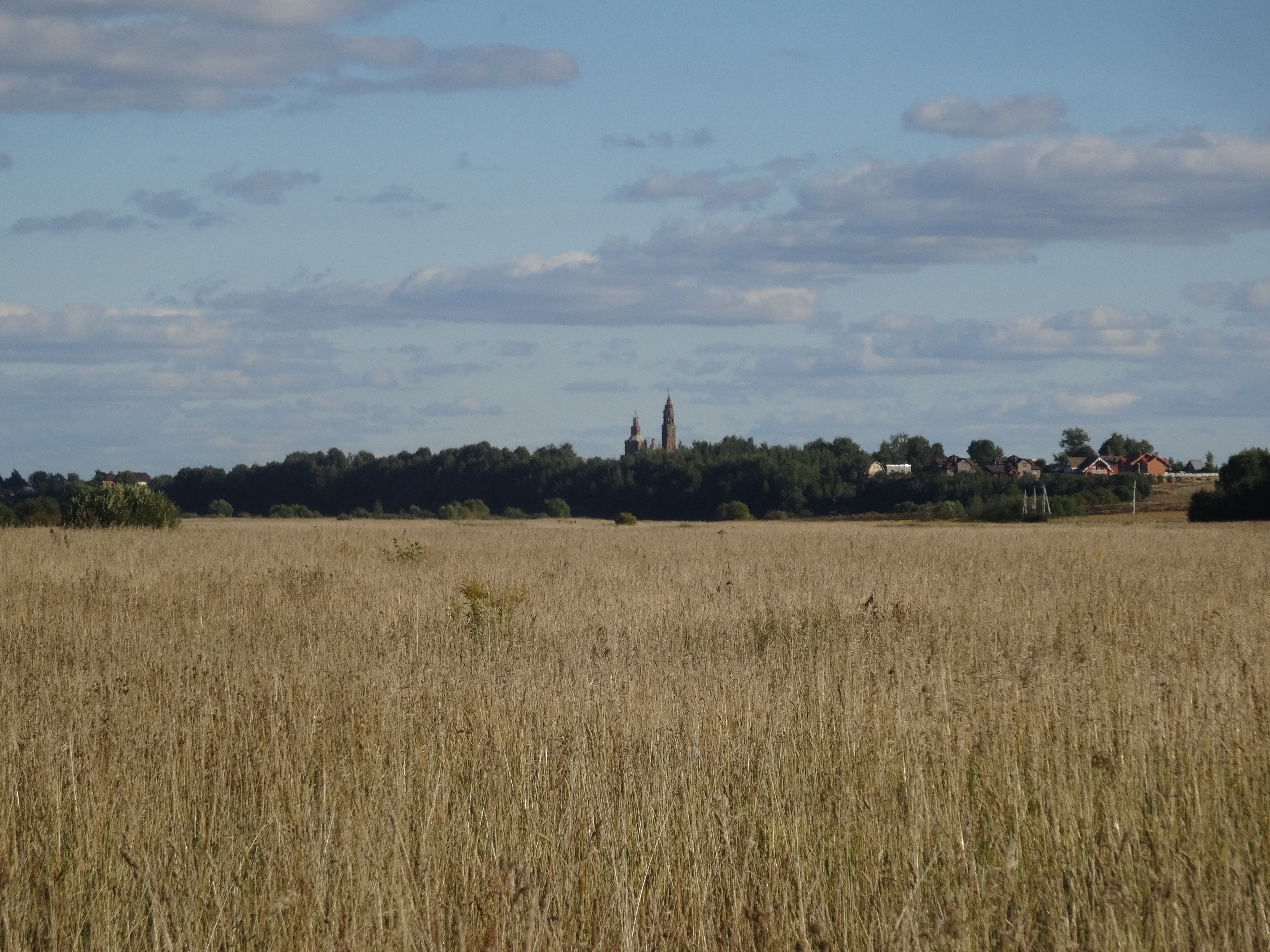
Vue du village depuis un champ.
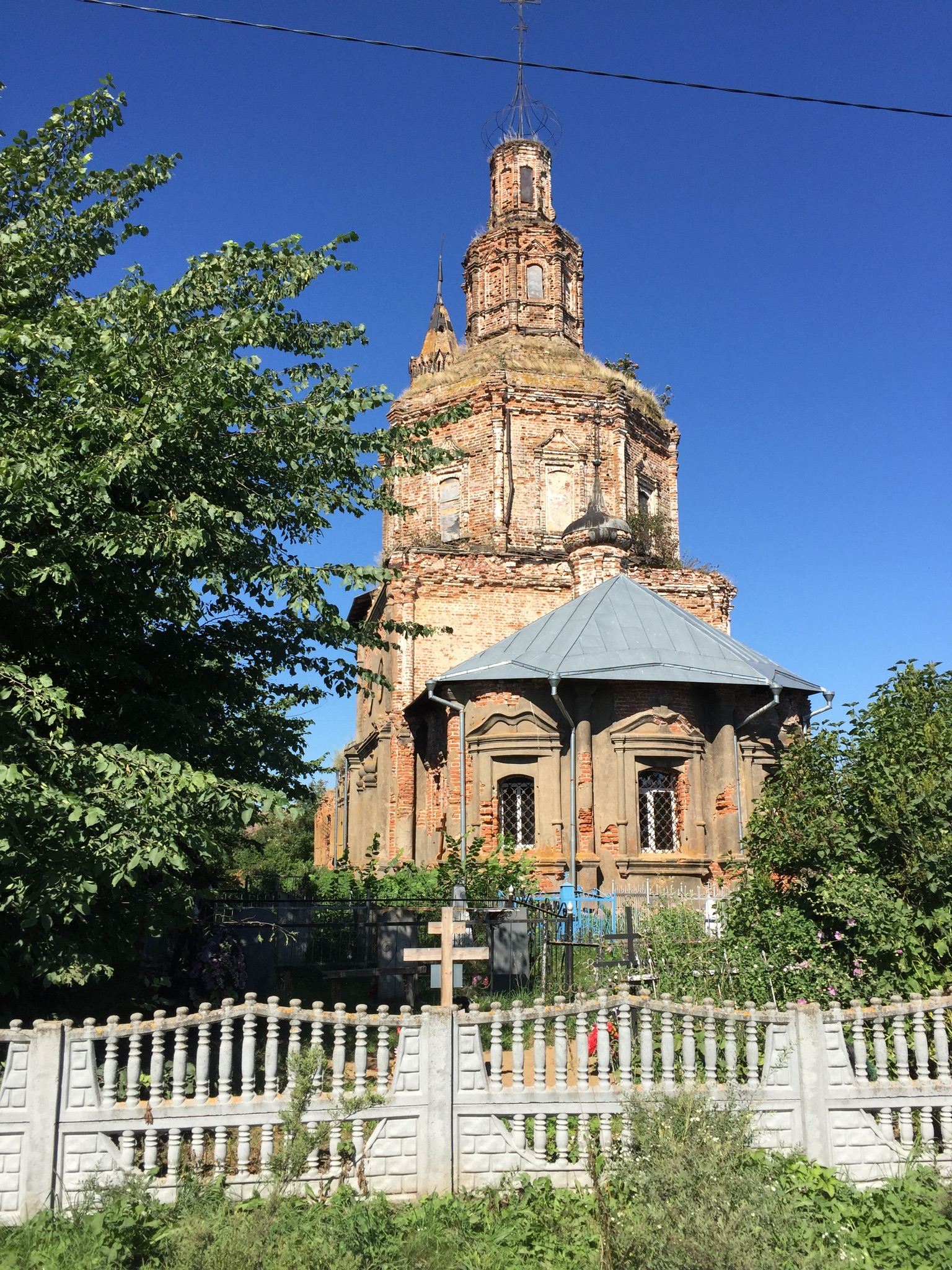
Arrière de l'église.